# Bungur (Kanor)
Bungur is een bestuurslaag in het regentschap Bojonegoro van de provincie Oost-Java, Indonesië. Bungur telt 2419 inwoners (volkstelling 2010).